# Leucospermum profugum
Leucospermum profugum är en tvåhjärtbladig växtart som beskrevs av Rourke. Leucospermum profugum ingår i släktet Leucospermum och familjen Proteaceae. Inga underarter finns listade i Catalogue of Life.